# جوائز اللعبة 2015
جوائز اللعبة 2015 (بالإنجليزية: The Game Awards 2015) هي حفل توزيع جوائز يكرم أفضل ألعاب الفيديو لعام 2015 وقد أقيم في مسرح مايكروسوفت، لوس أنجلوس، كاليفورنيا في 3 ديسمبر 2015. أنتج العرض واستضافه جيف كيلي.

## الافتتاحيات
أبرز الحفل عشر افتتاحيات، منهم باتمان: ذا تلتيل سيريس و‌الموتى السائرون: ميشون من تطوير تلتيل جيمز و‌سايكونوتس من تطوير دبل فاين برودكشنز و‌روك باند في آر من تطوير هارمونيكس. برزت أيضًا إعلانات لألعاب قادمة منها الصرخة البعيدة البدائية من تطوير يوبي سوفت و‌أنشارتد 4: نهاية لص من تطوير نوتي دوغ و‌كوانتم بريك من تطوير ريميدي إنترتينمنت و‌ستار ستيزن من تطوير كلاود إمبريوم غيمز.أُعلن عن المنافذ وإعادة الإنتاج لعديد من الألعاب منها منفذ إكس بوكس ون لدوري الصاروخ من تطوير سايونكس ونسخة مُعاد إنتاجها لشادو كومبلكس من تطوير تشير إنترتينمنت.

## الفائزون والترشيحات
أُعلن عن المرشحين لجوائز اللعبة 2015 في 13 نوفمبر 2015. الألعاب المرشحة لا بد أن يكون إصدارها التجاري في يوم 24 نوفمبر 2015 أو قبله حتى تتأهل.
أُعلن عن الفائزين أثناء حفل توزيع الجوائز في 3 ديسمبر 2015.
الفائزون بالخط الغليظ.

### جوائز لجنة التحكيم
| لعبة العام | مطور العام |
| --- | --- |
| - الويتشر 3: الصيد البري – تطوير سي دي بروجكت ريد - السقوط 4 – تطوير بيثيسدا غيم ستوديوز - سوبر ماريو ميكر – تطوير نينتندو - المعدات المعدنية الصلبة 5: ألم الشبح – تطوير كوجيما برودكشنز - منقول بالدم – تطوير فروم سوفتوير                                                                                         | - سي دي بروجكت ريد - بيثيسدا غيم ستوديوز - فروم سوفتوير - كوجيما برودكشنز - نينتندو |
| أفضل لعبة مستقلة | أفضل لعبة محمولة |
| - دوري الصاروخ – تطوير سايونكس - أندرتيل – تطوير توبي فوكس - أوري والغابة العمياء – تطوير استديوهات مون - حافة بديهية – صناعة توم هاب - قصتها – صناعة سام بارلو | - لارا كروفت غو – تطوير سكوير إنكس مونتريال - باك مان 256 – تطوير هيبستر ويل - داون ويل – تطوير موبين - صائد الوحوش 4 – تطوير كابكوم - ملجأ للطوارئ – تطوير بيثيسدا غيم ستوديوز و‌بيهيفيور إنتراكتيف                                                                   |
| أفضل قصة | أفضل فن إخراجي |
| - قصتها – كتابة سام بارلو - حتى الفجر – كتابة غراهام ريزنيك و‌لاري فيسندن - حكايات من الحدود – كتابة بيير شوريت وآدم هاينز وجيريمي بريسلاو وتشاك جوردان وإريك ستيرب وأنتوني بورش وزاك كلر - الحياة غريبة – كتابة كريستان ديفاين وجان لوك كانو - الويتشر 3: الصيد البري – كتابة مارسين بلاشا وبوريس بوغاتش-موراشكوفيتش | - أوري والغابة العمياء – تطوير استديوهات مون - الرجل الوطواط: فارس أركام – تطوير روك ستيدي ستوديوز - الويتشر 3: الصيد البري – تطوير سي دي بروجكت ريد - المعدات المعدنية الصلبة 5: ألم الشبح – تطوير كوجيما برودكشنز - منقول بالدم – تطوير فروم سوفتوير                |
| أفضل موسيقى | أفضل أداء تمثيلي |
| - المعدات المعدنية الصلبة 5: ألم الشبح – تلحين لودفيغ فورسيل و‌جاستن برنيت ودانيال جيمس - أوري والغابة العمياء – تلحين غاريث كوكر - السقوط 4 – تلحين إنون زور - الويتشر 3: الصيد البري – تلحين مارسين بريبليفيتش وميكولاي ستروينسكي و‌بيرسيفال - هيلو 5: الحراس – تلحين كازوما جينوشي                                  | - فيفا سيفيرت بدور هانا سميث – في قصتها - أشلي بورتش بدور كلوي برايس – في الحياة غريبة - دوغ كوكل بدور جيرالت من ريفيا – في الويتشر 3: الصيد البري - كاميلا لودينجتون بدور لارا كروفت – في نهوض لصة القبور - مارك هاميل بدور الجوكر – في الرجل الوطواط: فارس أركام    |
| ألعاب مؤثرة | أفضل تصويب |
| - الحياة غريبة – تطوير دونتنود للترفيه - أندرتيل – تطوير توبي فوكس - سبيل – تطوير ستار ميد غيمز - الغروب – تطوير تيل أوف تيلز - قصتها – صناعة سام بارلو | - سبلاتون – تطوير نينتندو - جبهة حرب النجوم – تطوير إي إيه دايس - المصير: الملوك المأخوذ – تطوير بنجي - نداء الواجب: العمليات السوداء 3 – تطوير تريارك - هيلو 5: الحراس – تطوير 343 إندستريز                                                                          |
| أفضل أكشن ومغامرات | أفضل لعبة تقمص أدوار |
| - المعدات المعدنية الصلبة 5: ألم الشبح – تطوير كوجيما برودكشنز - أوري والغابة العمياء – تطوير استديوهات مون - الرجل الوطواط: فارس أركام – تطوير روك ستيدي ستوديوز - عقيدة الحشاش العصبة – تطوير يوبي سوفت كيبك - نهوض لصة القبور – تطوير كرستال دينامكس                                                              | - الويتشر 3: الصيد البري – تطوير سي دي بروجكت ريد - أعمدة الخلود – تطوير أوبسيديان إنترتينمنت - أندرتيل – تطوير توبي فوكس - السقوط 4 – تطوير بيثيسدا غيم ستوديوز - منقول بالدم – تطوير فروم سوفتوير                                                                   |
| أفضل لعبة قتال | أفضل لعبة عائلية |
| - مورتال كومبات إكس – تطوير استوديوهات نيذرالم - رعد متصاعد – تطوير ريديانت إنترتينمنت - صعود التجسد – تطوير بانداي نامكو إنترتينمنت - المعدات المذنبة العاشرة – تطوير آرك سيستم وركس | - سوبر ماريو ميكر – تطوير نينتندو - أبعاد ليغو – تطوير ترافيلرز تيلز - ديزني إنفنتي 3 – تطوير أفالنش سوفتوير بالاشتراك مع نينجا ثيوري واستوديو غوبو و‌سومو ديجتال و‌يونايند فرونت غيمز - سبلاتون – تطوير نينتندو - سكيلاندرس: سوبرتشرجرز – تطوير فكيريوس فيجينز و‌بينوكس |
| أفضل رياضة وسباق | أفضل لعبة جماعية |
| - دوري الصاروخ – تطوير سايونكس - إن بي آيه تو كاي 16 – تطوير فيجوال كونسبتس - برو إفولوشن سوكر 2016 – تطوير بيس برودكشنز - فورزا موتورسبورت 6 – تطوير تيرن 10 ستوديوز - فيفا 18 – تطوير إي أيه كندا | - سبلاتون – تطوير نينتندو - المصير: الملوك المأخوذ – تطوير بنجي - نداء الواجب: العمليات السوداء 3 – تطوير تريارك - هيلو 5: الحراس – تطوير 343 إندستريز - دوري الصاروخ – تطوير سايونكس                                                                                 |

### جوائز اختيار المعجبين
| أكثر لعبة منتظرة | لاعب العام للرياضة الإلكترونية |
| --- | --- |
| - سماء مهجورة – تطوير هالو غيمز - آخر الحماة – تطوير جنديزاين و‌جابان ستوديو - أنشارتد 4: نهاية لص – تطوير نوتي دوغ - كوانتم بريك – تطوير ريميدي إنترتينمنت - هوريزون زيرو داون – تطوير غيريلا غيمز | - كيني شرب "كيني إس" (فريق إنفي أس – الهجوم المضاد: العدوان العالمي) - أولوف كايبير "أولوفمايستر" (فناتيك – الهجوم المضاد: العدوان العالمي) - بيتر داغر "بي بي دي" (إيفل جينيسز – دفاع القدماء 2) - سيد سميل حسن "سوما1ل (إيفل جينيسز – دفاع القدماء 2) - لي سانغ هيوك "فيكر" (إس كي تيليكوم تي1 – عصبة الأساطير) |
| فريق العام للرياضة الإلكترونية | لعبة العام للرياضة الإلكترونية |
| - أوبتيك غيمنغ - إس كي تيليكوم تي1 - إيفل جينيسز - تيم سولوميد - فناتيك | - الهجوم المضاد: العدوان العالمي – تطوير هيدن باث إنترتينمنت و‌فالف - دفاع القدماء 2 – تطوير فالف - عصبة الأساطير – تطوير ريوت غيمز - نداء الواجب: الحرب المتطورة – تطوير سلجهمر غيمز - هارثستون – تطوير بليزارد إنترتينمنت                                                                                        |
| اللاعب الشائع | أفضل صناعة معجبين |
| - غريغ ميلر - جون بين - فيليكس كيلبرغ - كريستوفر ميكلز "مونتكريستو" - مارك فيشباخ | - بورتال ستوريز: مل – بواسطة استوديوهات بريزم - تويتش يلعب أرواح مظلمة – بواسطة تويتش - سرقة السيارات الكبرى 5 – أهداف – بواسطة هودو أوبيريتور - سرقة السيارات الكبرى الحقيقية – بواسطة كوريدور ديجيتال |

### جوائز فخرية
| جائزة رمز الصناعة                         |
| ----------------------------------------- |
| - بريت سبيري و‌لويس كاسل (ويستوود ستوديوز) |

## ألعاب لها عدة جوائز وترشيحات
| الترشيحات | اللعبة                               |
| --------- | ------------------------------------ |
| 6         | الويتشر 3: الصيد البري               |
| 4         | أوري والغابة العمياء                 |
| 4         | قصتها                                |
| 4         | المعدات المعدنية الصلبة 5: ألم الشبح |
| 3         | أندرتيل                              |
| 3         | الحياة غريبة                         |
| 3         | دوري الصواريخ                        |
| 3         | الرجل الوطواط: فارس أركام            |
| 3         | سبلاتون                              |
| 3         | السقوط 4                             |
| 3         | منقول بالدم                          |
| 3         | هيلو 5: الحراس                       |
| 2         | سوبر ماريو ميكر                      |
| 2         | المصير: الملوك المأخوذ               |
| 2         | نداء الواجب: العمليات السوداء 3      |
| 2         | نهوض لصة القبور                      |

| الجوائز | اللعبة                               |
| ------- | ------------------------------------ |
| 2       | دوري الصواريخ                        |
| 2       | سبلاتون                              |
| 2       | قصتها                                |
| 2       | الويتشر 3: الصيد البري               |
| 2       | المعدات المعدنية الصلبة 5: ألم الشبح |

## وصلات خارجية
- جوائز اللعبة 2015 على موقع IMDb (الإنجليزية)
- الموقع الرسمي